# 小朋友 (動畫)
《小朋友》是楊德昌從《長江動物園》演繹構思出來的動畫故事片。

## 简介
一個小女孩和一隻獒犬在中華民國戰亂時代的上海相依為命，日軍佔領上海後偷偷帶著這只藏獒投奔到服務於南京中央大學農學院的親戚然後和中大農學院牧場的動物一起撤退內陸的故事。

## 创作
《小朋友》是楊德昌從《長江動物園》演繹構思出來的動畫故事片。楊去世前處於創意階段，琉璃工房張毅等人繼續完成。